# Kaufhaus Michel

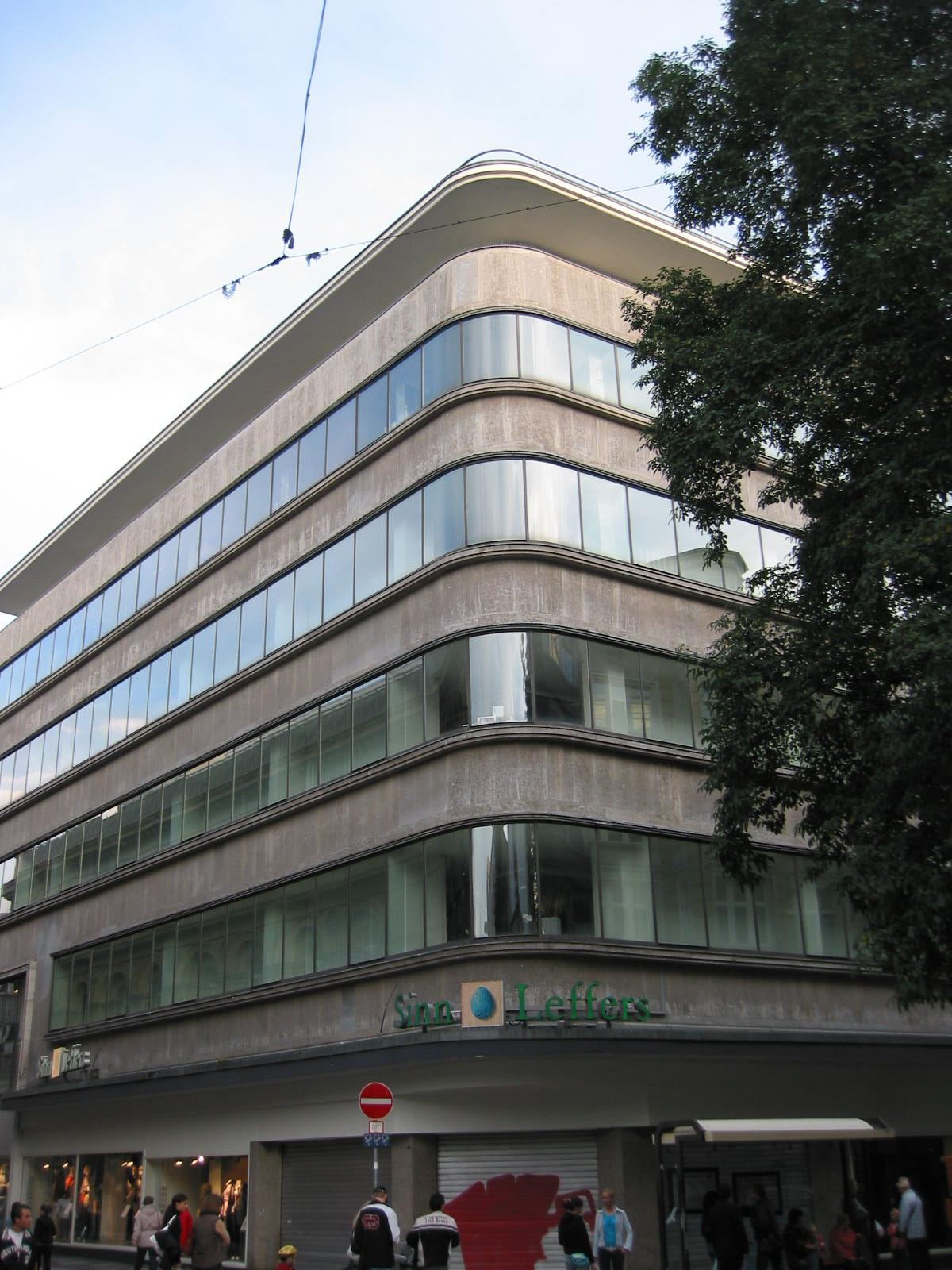
Het voormalige Kaufhaus Michel

Het voormalige Kaufhaus Michel, ook wel Haus Fahrenkamp genoemd, is een monumentaal warenhuisgebouw in het stadsdeel Elberfeld van de Duitse stad  Wuppertal. Het werd gebouwd in 1929–1930 en staat aan drie zijden vrijstaand aan de straten Turmhof, Wall 15–21 en Kirchstraße.

## Beschrijving van het gebouw
Het acht verdiepingen tellende warenhuis is gelegen op de locatie waar een bedrijfspand uit 1914 voor dezelfde opdrachtgever werd gebouwd op de hoek van Kirchstraße / Wall. Begin 1929 gaf de firma Michel & Co. Nachf. AG de Düsseldorfse architecten Emil Fahrenkamp en Georg Schäfer opdracht om dit gebouw volledig te verbouwen en uit te breiden met het aangrenzende hoekperceel tot de Turmhof. De bouw begon in het voorjaar van 1929 en werd in juni 1930 voltooid. Terwijl Georg Schäfer, een specialist in warenhuizen, het functionele en structurele concept ontwierp, was de veel bekendere Emil Fahrenkamp verantwoordelijk voor het architectonische ontwerp – met name de nieuwe gevel, die de renovatie en uitbreiding in één gebouw combineerde. Alleen de lichte knik in de gevelwand geeft aan dat het gebouw uit twee delen bestaat.
Een opvallend kenmerk van dit gebouw van gewapend beton is de horizontale, gelaagde verdeling van de gevel in raam- en borstweringstroken die ononderbroken rondom alle drie de zijden en de afgeronde hoeken van het gebouw lopen. De borstweringen zijn bekleed met travertijnplaten en hebben sterk geprofileerde kroonlijsten die bijdragen aan het sculpturale effect van de gevel. De bovenste twee verdiepingen van het gebouw liggen ingesprongen en zijn daardoor voor voetgangers niet zichtbaar. Ook in de inrichting van het interieur kwam de toenmalige moderne bouwstijl tot uiting, die echter niet bewaard is gebleven (vgl. Nieuwe Bouwkunst, Klassieke Modernisme, Bauhaus). Destijds werd het gebouw beschouwd als ‘het modernste warenhuis van West-Duitsland’. 

## Verhaal

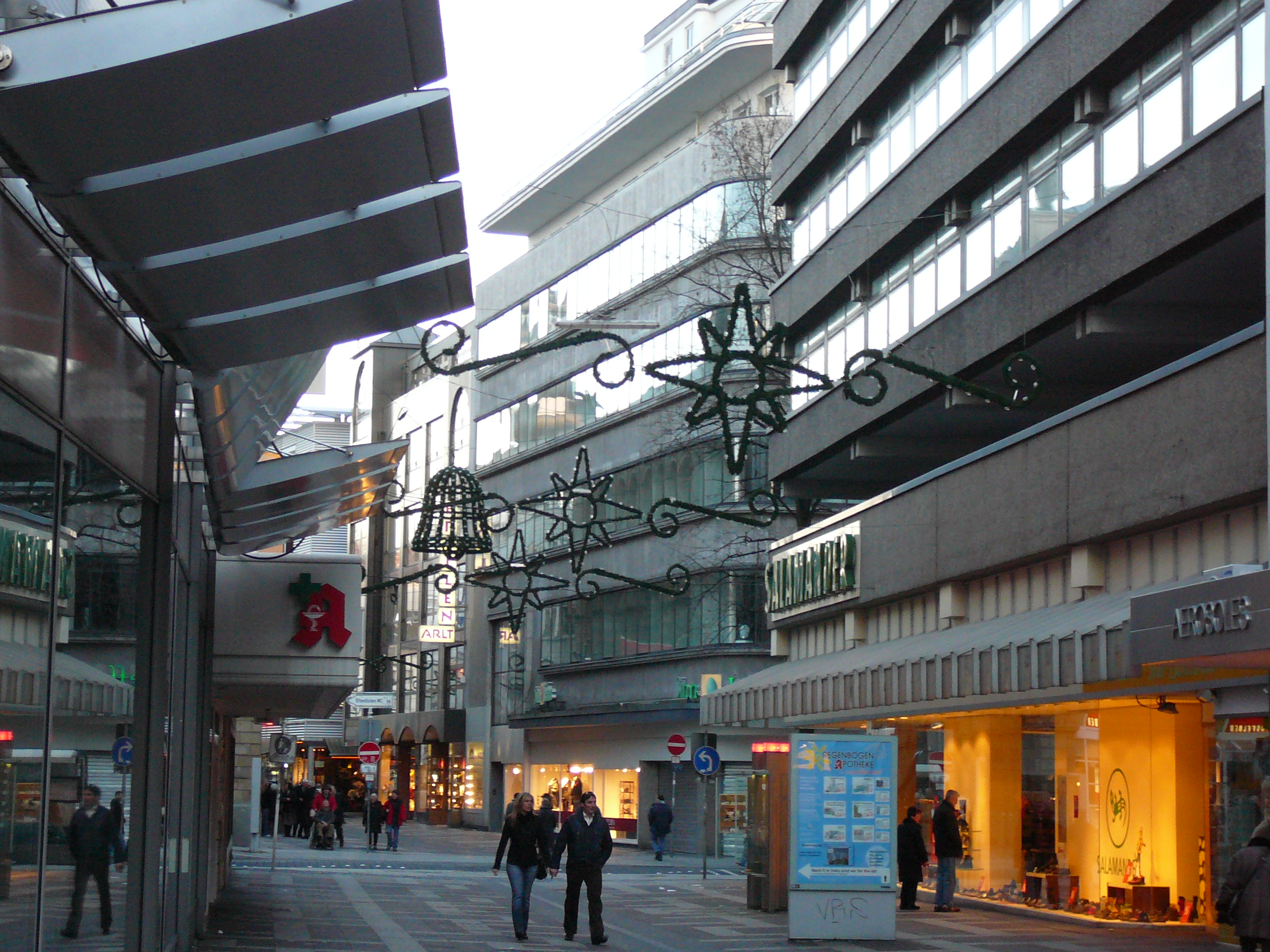
De noordgevel gezien vanaf de Herzogstraße

Het gebruik van het gebouw als warenhuis voor de firma Michel eindigde aanvankelijk in 1931. Vanaf 1952 huisvestte het gebouw het warenhuis Hertie, dat later verhuisde naar een nieuw pand aan de Neumarkt. Tot in de jaren 1970 bevond zich op het dakterras van warenhuis Michel een café, dat in de beginjaren vooral populair was als danscafé.
Begin jaren 1970 werd de gehele gevel bekleed met aluminiumpanelen. Het gebouw was destijds in gebruik door meubelzaak Westmöbel. Nadat het gebouw op 11 april 1994 op de lijst van historische monumenten van Wuppertal werd geplaatst, duurde het nog enkele jaren voordat in 1999 deze ontsierende bekleding werd verwijderd en de gevel werd gerestaureerd, waarbij de stalen ramen behouden bleven. Op 13 september 1999 opende de kledingwinkel SinnLeffers een vestiging in het pand, deze werd op 28 februari 2009 gesloten. 
De textielspecialist Hirschfeld werd daarna de nieuwe huurder van een deel van het pand, terwijl de eigenaar, de Albin und Aenne Witter Stiftung uit Hanau, investeerde in brandbeveiliging, gebouwtechniek, gevel- en binnenafwerking. Op de onderste verdieping werd ruimte gecreëerd voor nieuwe detailhandel, terwijl de bovenste verdiepingen bestemd zijn voor kantoren en medische praktijken. De uitgebreide renovatiewerkzaamheden brachten het gebouw op het gebied van energiezuinigheid naar de huidige stand van zaken. Daarbij werd een aantal gevelelementen vervangen. Hierdoor verloor het gebouw zijn wettelijke bescherming als monument. De stad Wuppertal heeft een contract gesloten met de eigenaar, dat tot doel heeft het oorspronkelijke uiterlijk van het gebouw permanent te behouden. Het gebouw staat tegenwoordig bekend onder de naam “Haus Fahrenkamp”.